# Gonyosoma boulengeri
Espèce
Synonymes
- Rhynchophis boulengeri Mocquard, 1897
- Proboscidophis versicolor Fan, 1931

Statut de conservation UICN

 LC  : Préoccupation mineure
Gonyosoma boulengeri, le Serpent Ratier-Rhinocéros est une espèce de serpents de la famille des Colubridae.
Ce serpent tire son nom du fait qu'il mange entre autres des rats et de la protubérance écailleuse sur l'extrémité de sa tête qui lui fait comme une « corne de rhinocéros ».

## Répartition
Cette espèce se rencontre entre 300 et 1 500 m d'altitude., :
- au Viêt Nam  dans les provinces de Hà Tĩnh, de Vĩnh Phúc, de Bắc Kạn, de Thái Nguyên et de Yên Bái ;
- en République populaire de Chine dans les provinces du Guangxi et de Hainan.

## Habitat
Cette couleuvre peuple les forêts humides à proximité des sources d'eau. Elle passe la majeure partie de son temps camouflée dans les feuillages mais se baigne fréquemment dans les cours d'eau et les lacs.

## Description

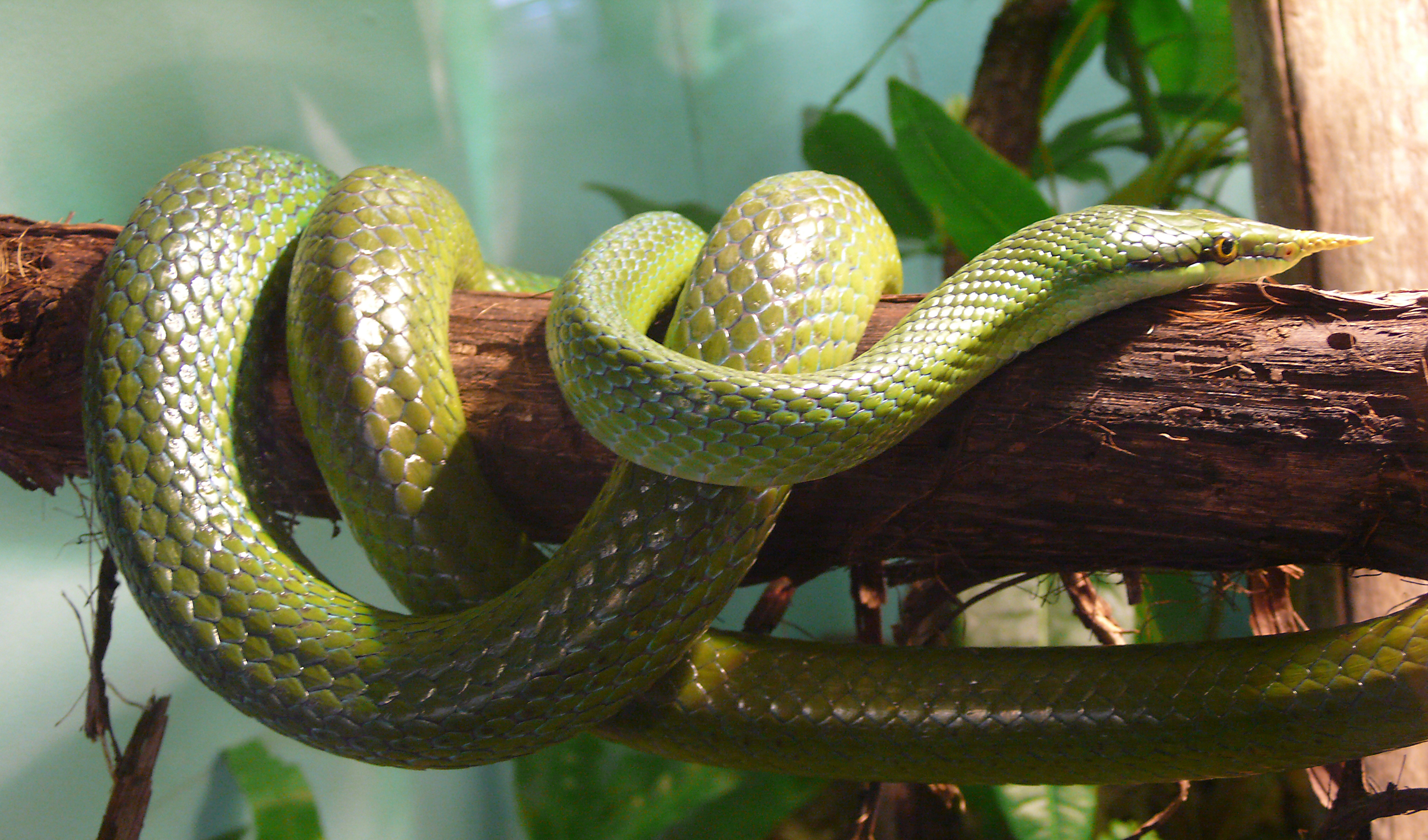
Gonyosoma boulengeri

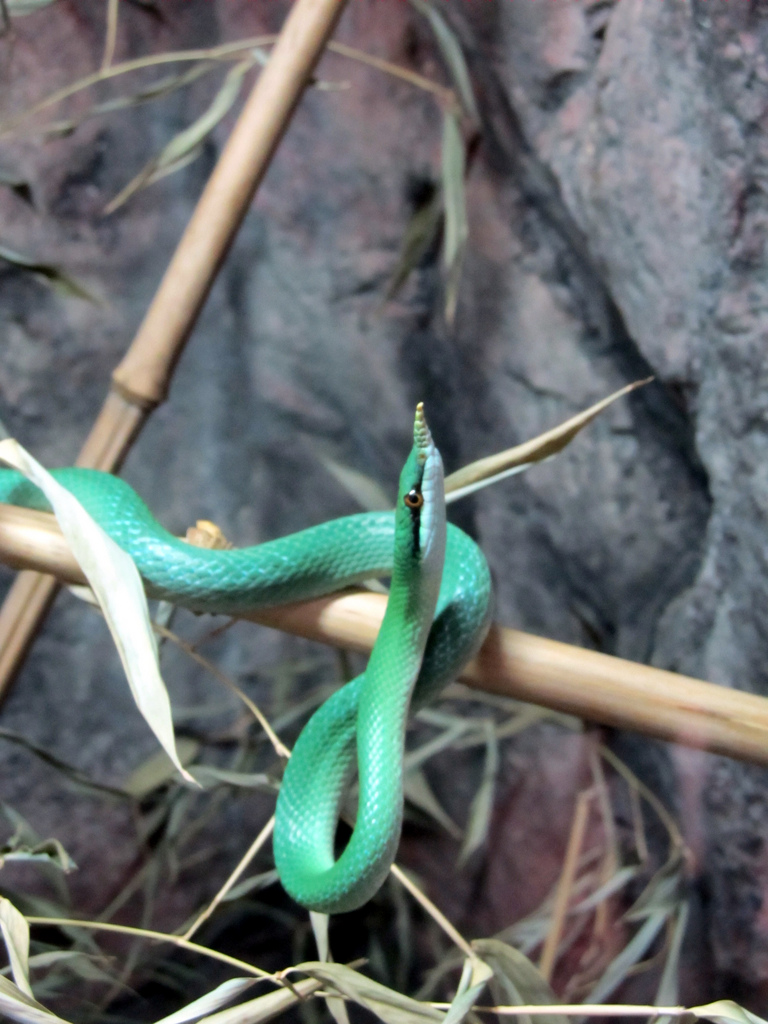
Gonyosoma boulengeri

C'est une espèce arboricole de couleur vert vif à bleuté. La taille maximale adulte est de 1,60 mètre. Elle a la particularité de posséder une corne "nez" sur l'extrémité de sa tête. Cet appendice n'a semble-t-il pas de fonction précise mais est fort original, aussi cette couleuvre est-elle très appréciée des collectionneurs terrariophiles. À ne pas confondre avec Gonyosoma prasinus qui est totalement vert et depuis la naissance.

## Alimentation
Cette couleuvre est comme beaucoup de serpent carnivore et se nourrit exclusivement de petits vertébrés comme des petits lézards, petits serpents, amphibiens ou poissons…

## Dimorphisme
Comme chez la plupart des espèces de serpents, la femelle est plus grande que le mâle.

## Reproduction
Gonyosoma boulengeri est une espèce ovipare, la femelle pond entre 5 et 10 œufs. L'éclosion a lieu après une incubation de 2 mois. À l'éclosion, les jeunes mesurent une trentaine de centimètres, sont de couleur plus sombre et plus terne, grisâtres tachetés de brun et ce n'est qu'à l'âge de deux ans qu'ils prendront leur couleur verte définitive d'adulte.

## Menace
Les effectifs de cette espèce ne sont pas connus dans son milieu naturel. Cependant, même si cette couleuvre semble rare, la majeure partie de son habitat se trouve dans des zones protégées et semble peu menacée par notamment la dégradation de son aire de distribution.

## Ménagerie du jardin des plantes
La ménagerie du Jardin des plantes de Paris, France détient au moins un spécimen de Gonyosoma boulengeri facilement observable lors de la promenade du reptilarium, il est maintenu dans un terrarium/vivarium de plus d'un mètre de façade, planté avec une plage d'herbe au centre.

## Étymologie
Cette espèce est nommée en l'honneur de George Albert Boulenger.

## Galerie

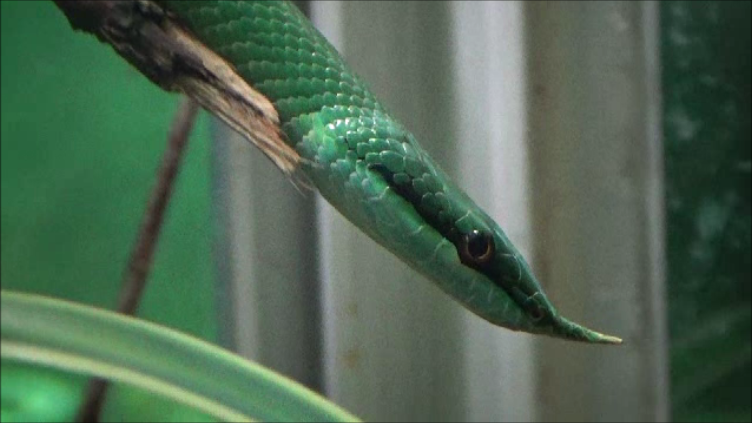
Gonyosoma boulengeri adulte - Ménagerie du jardin des plantes
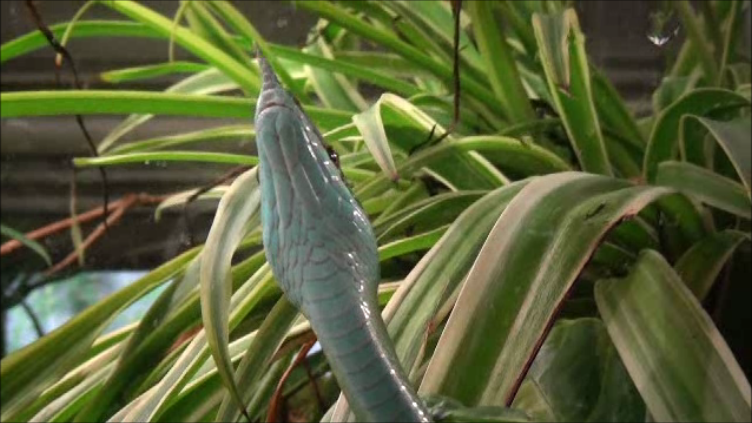
Gonyosoma boulengeri adulte - Ménagerie du jardin des plantes
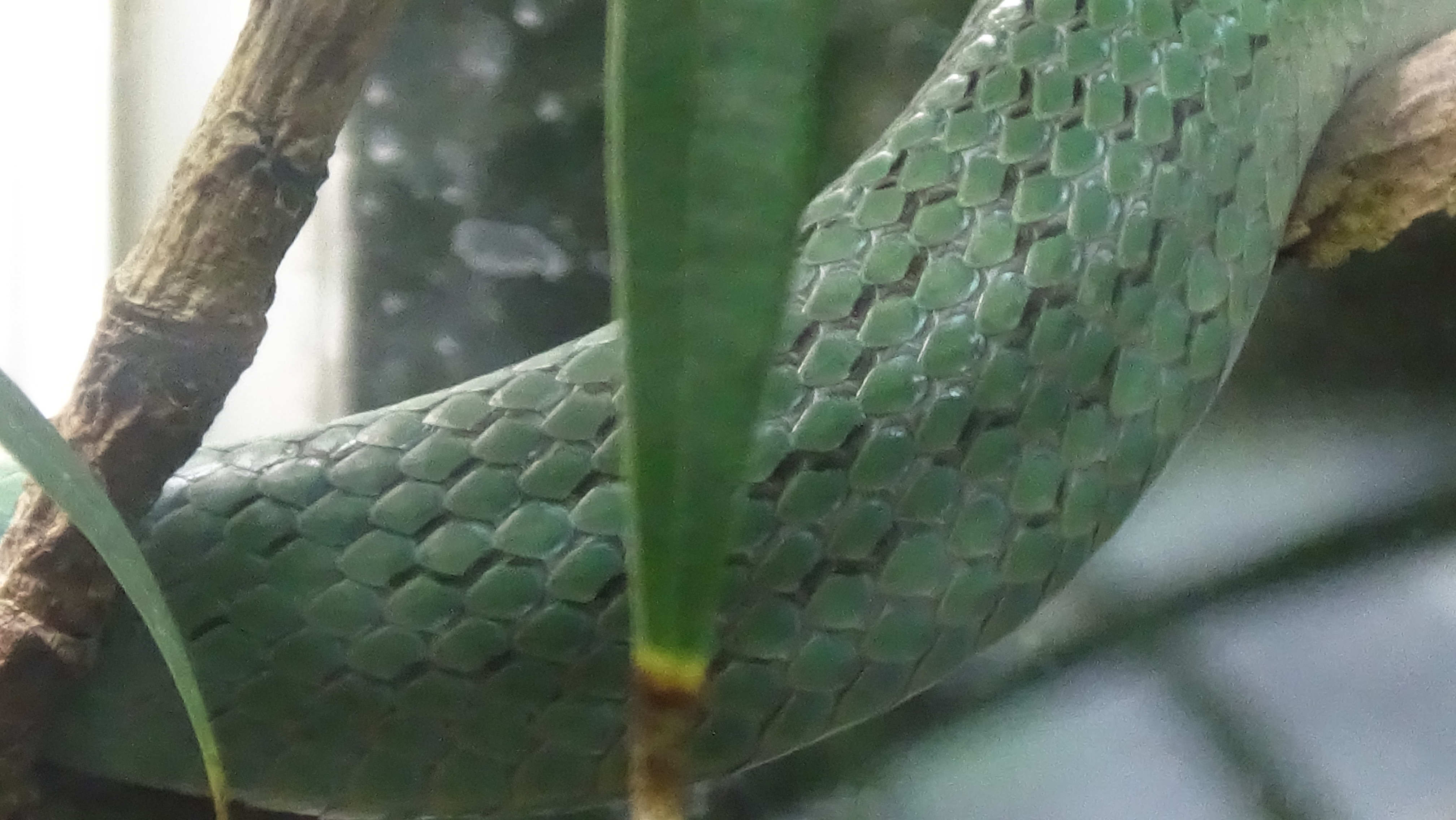
section du corps
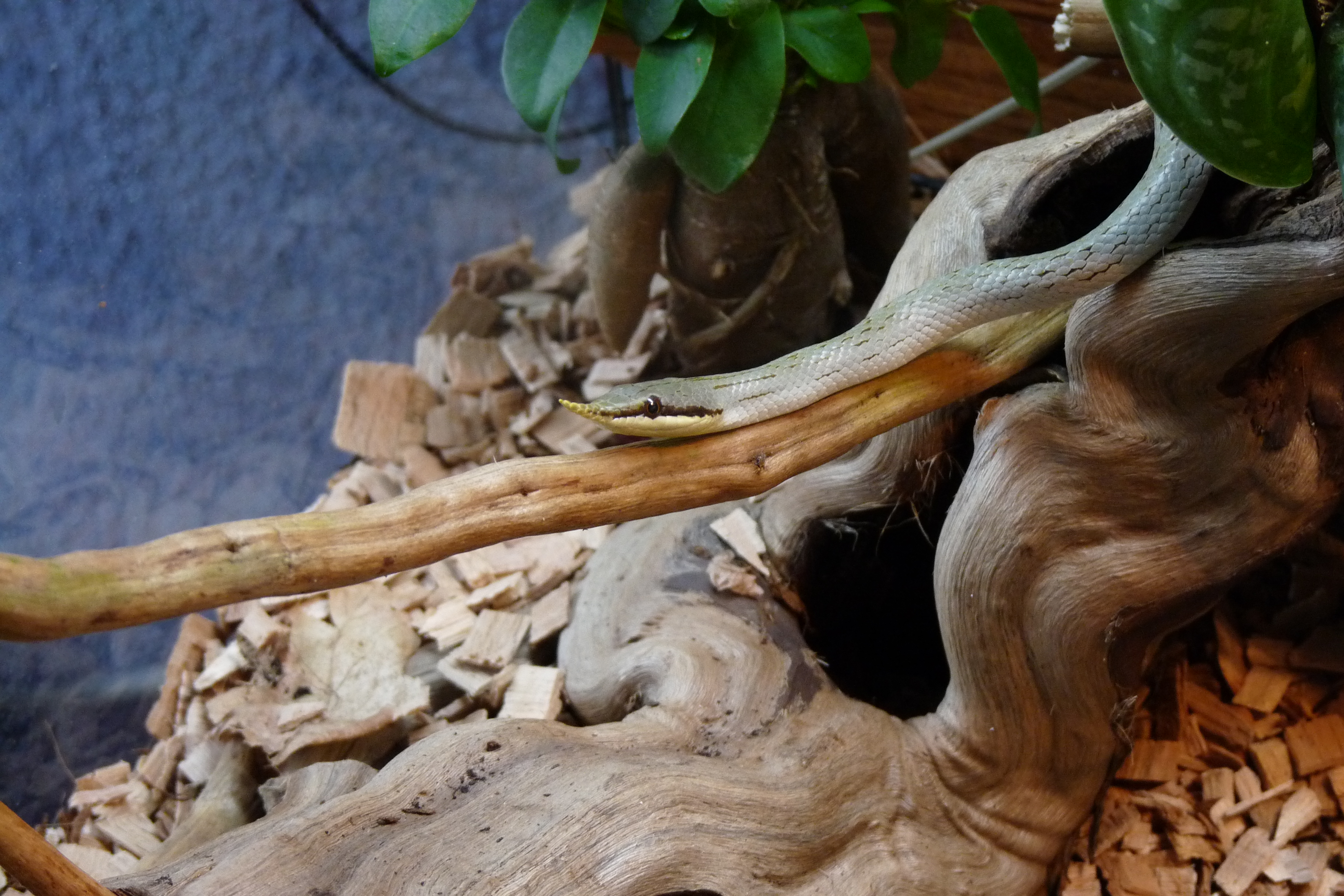
Juvénile de coloration terne/pâle
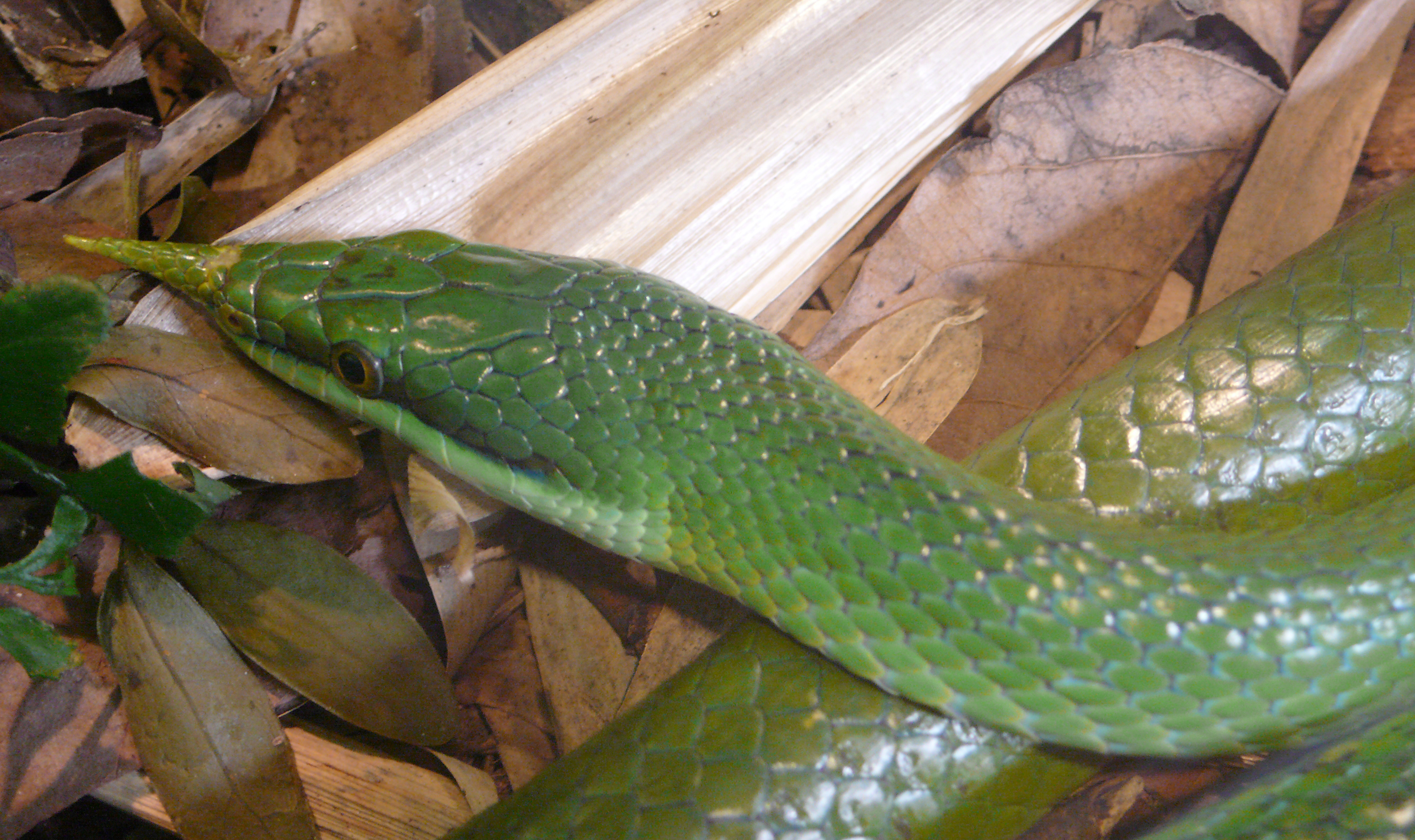
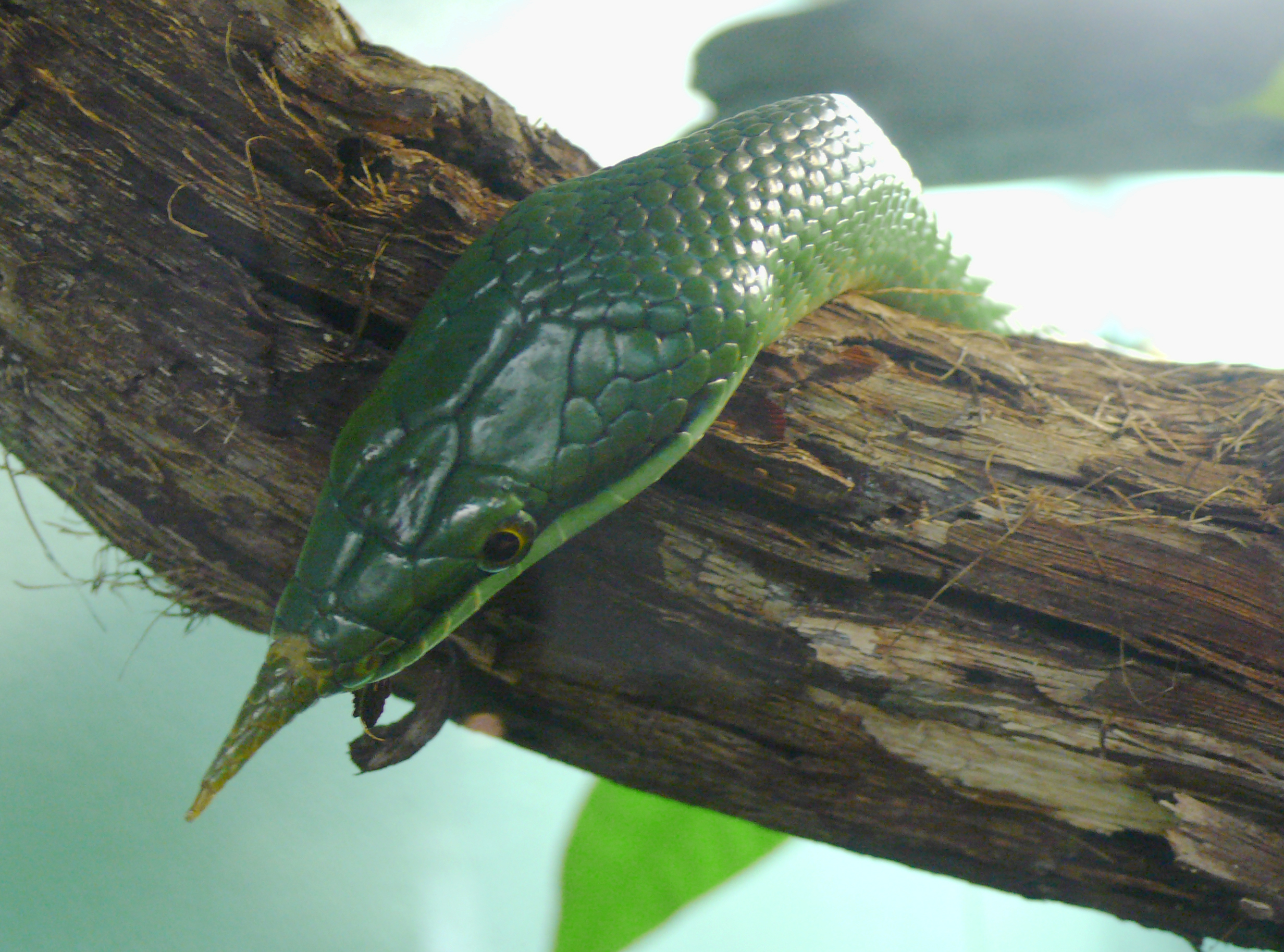

## Publication originale
- Mocquard, 1897 : Notes herpétologiques. Bulletin du Muséum national d'histoire naturelle, sér. 1, vol. 3, no 6, p. 211-217 (texte intégral).